# Asilella karafutonis
Asilella karafutonis là một loài ruồi trong họ Asilidae. Asilella karafutonis được Matsumura miêu tả năm 1911. Loài này phân bố ở vùng Cổ Bắc giới.